# Яспер ван дер Верфф
Яспер ван дер Верфф (нім. Jasper van der Werff, нар. 9 грудня 1998, Санкт-Галлен) — швейцарський футболіст, центральний захисник клубу «Ред Булл» (Зальцбург) і молодіжної збірної Швейцарії. На умовах оренди виступає за німецький «Падерборн».

## Клубна кар'єра
Народився 9 грудня 1999 року в Санкт-Галлені. Вихованець футбольної школи місцевого однойменного клубу. Дорослу футбольну кар'єру розпочав 2017 року в основній команді «Санкт-Галлена», в якій провів один сезон, взявши участь у 9 матчах чемпіонату. 
Юний габаритний захисник привернув увагу представників тренерського штабу австрійського «Ред Булла» (Зальцбург), до складу якого приєднався 2018 року. Протягом першого сезону відіграв за нову команду чотири матчі чемпіонату, після чого приєднався до «Ліферінга», фарм-клубу «Ред Булла», за який відіграв першу половину сезону 2019/20.
У січні 2020 року на правах оренди став гравцем швейцарського «Базеля».

## Виступи за збірну
З 2018 року залучається до лав молодіжної збірної Швейцарії.

## Титули і досягнення
- Чемпіон Австрії (1):

«Ред Булл»:  2018-2019
- Володар Кубка Австрії (1):

«Ред Булл»: 2018-2019